# 17-es villamos (Prága)
A prágai 17-es jelzésű villamos a Výstaviště Holešovice és a Sídliště Modřany között közlekedik. Výstaviště Holešovice megállótól általában minden második villamos továbbközlekedik Vozovna Kobylisy-ig.

## Útvonala
| Sídliště Modřany felé | Vozovna Kobylisy felé |
| --- | --- |
| Vozovna Kobylisy – Klapkova – Trojská – Pod Lisem – Trojský most – Partyzánská – U Výstaviště – Výstaviště Holešovice – Dukelských hrdinů – Nábřeží Kapitána Jaroše – Nábřeží Edvarda Beneše – Čechův most – 17 listopadu – Křižovnická – Smetanovo nábřeží – Masarykovo nábřeží – Rašínovo nábřeží – Podolské nábřeží – Modřanská – Generála Šišky – Sídliště Modřany | Levského – Generála Šišky – Modřanská – Podolské nábřeží – Rašínovo nábřeží – Masarykovo nábřeží – Smetanovo nábřeží – Křižovnická – 17 listopadu – Čechův most – Nábřeží Edvarda Beneše – Nábřeží Kapitána Jaroše – Dukelských hrdinů – Výstaviště Holešovice – U Výstaviště – Partyzánská – Trojský most – Pod Lisem – Trojská – Klapkova – Vozovna Kobylisy |

## Megállóhelyei
| 0  | Vozovna Kobylisy végállomás      | 53 |                            |
| 0  | Vozovna Kobylisy                 | ∫  |                            |
| 1  | Líbeznická                       | 51 |                            |
| 2  | Březiněveská                     | 50 | 3, 24                      |
| 3  | Kobylisy                         | 49 | C 3, 10, 24                |
| 4  | Ke Stírce                        | 48 | 3, 10, 24                  |
| 6  | Hercovka                         | 46 |                            |
| 9  | Nad Trojou                       | 44 |                            |
| 10 | Trojská                          | 43 |                            |
| 12 | Nádraží Holešovice               | 41 | C 6, 12 R20 R17 S4 S41 R44 |
| 15 | Výstaviště Holešovice végállomás | 39 | 6, 12                      |
| 16 | Veletržní palác                  | 37 | 6                          |
| 17 | Strossmayerovo náměstí           | 36 | 1, 6, 8, 12, 25, 26        |
| 18 | Nábřeží Kapitána Jaroše          | ∫  | 6, 8, 12, 26               |
| 20 | Čechův most                      | 33 | 15                         |
| 22 | Právnická fakulta                | 31 |                            |
| 24 | Staroměstská                     | 29 | A 2, 18                    |
| 25 | Karlovy lázně                    | ∫  | 2, 18                      |
| 27 | Národní divadlo                  | 27 | 2, 9, 18, 22               |
| 28 | Jiráskovo náměstí                | 24 | 5                          |
| 30 | Palackého náměstí (nábřeží)      | 22 | B 2, 3, 4, 7, 10, 16, 21   |
| 31 | Výtoň                            | 21 | 2, 3, 7, 21 · P5           |
| 34 | Podolská vodárna                 | 19 | 2, 3, 21                   |
| 35 | Kublov                           | 17 | 2, 3, 21 · P3              |
| 37 | Dvorce                           | 15 | 2, 3, 21                   |
| 39 | Přístaviště                      | 13 | 2, 3, 21                   |
| 40 | Pobřežní cesta                   | 12 | 2, 3, 21                   |
| 42 | Nádraží Braník                   | 11 | 2, 3, 21 S8 S88            |
| 43 | Černý kůň                        | 9  | 3, 21                      |
| 45 | Belárie                          | 8  | 3, 21                      |
| 46 | Modřanská škola                  | 7  | 3, 21                      |
| 47 | Nádraží Modřany                  | 6  | 3, 21 · P6 · S8 S88        |
| 48 | Čechova čtvrť                    | 4  | 3, 21                      |
| 49 | Poliklinika Modřany              | 3  | 3, 21                      |
| 50 | U Libušského potoka              | 2  | 3, 21                      |
| 51 | Modřanská rokle                  | 1  | 3, 21                      |
| 52 | Sídliště Modřany végállomás      | 0  | 3, 21                      |
| ∫  | Levského                         | 0  | 3, 21                      |